# Volkswagen up!

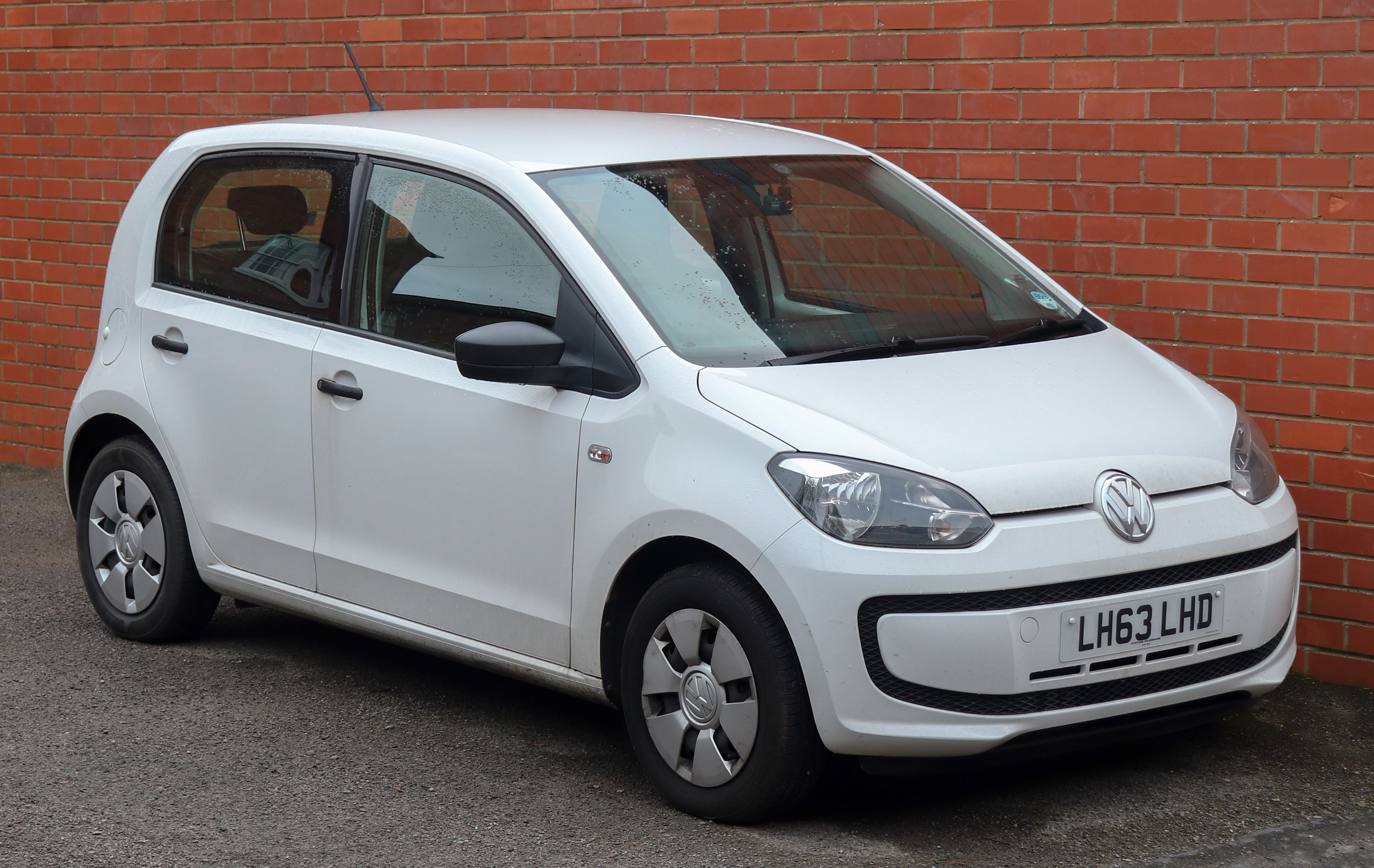
Volkswagen Up!

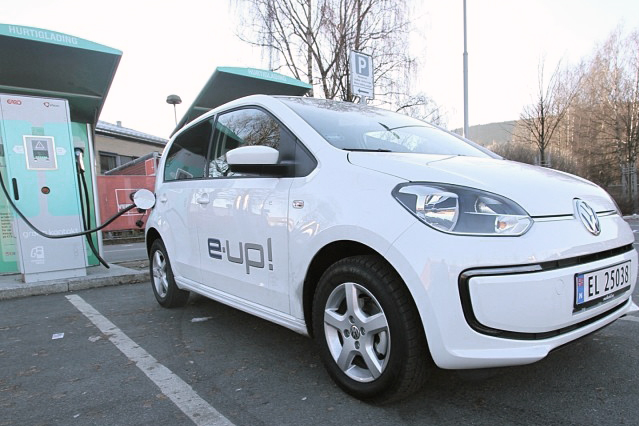
Volkswagen e-Up!

Volkswagen Up! är en personbil från tyska Volkswagen. Bilen var Volkswagens minsta bilmodell mellan år 2011 och 2020. Fram till 2011 var Volkswagen Fox tillverkarens minsta bil i Europa.
Volkswagen Up! fanns i 3- och 5-dörrarsutförande. Motorn var 3-cylindrig och fanns som bensinmotor i utförande med 44 kW (60 hk) och 55 kW (75 hk). Det fanns därutöver en motor för gasdrift med 50 kW (68 hk). Under de sista tillverkningsåren fanns även en helt elektrisk version. Denna version var mot slutet den enda version som tillverkades.
Bilmodellens namn Up! härstammar från de mittersta bokstäverna i modellen Lupo, en mikrobil som tillverkades mellan 1998 och 2005.
Volkswagen Up! utsågs år 2012 till årets smartaste bil av motormännens tidning, Motor.
Konkurrenter till Up! är bland annat Citroën C1, Toyota Aygo, Peugeot 107 och Kia Picanto.